# Antonio Rizzello
Antonio Rizzello (* 5. Januar 1985 in Rapperswil) ist ein ehemaliger Schweizer Eishockeyspieler, der zuletzt bei den GCK Lions in der Swiss League unter Vertrag stand.

## Karriere
Antonio Rizzello wuchs in Rapperswil auf und begann seine Karriere beim SC Rapperswil-Jona. 2006 wechselte er für eine Saison zu den SCL Tigers. Nach dieser Saison erhielt der Stürmer einen Vertrag bei Fribourg-Gottéron, mit dem er in der Saison 2007/08 den SC Bern im Playoff-Viertelfinale bezwang und bis in das Playoff-Halbfinale vordrang. 
Vor der Spielzeit 2008/09 kehrte Rizzello zu den Rapperswil-Jona Lakers zurück und war dort von 2015 bis 2019 Mannschaftskapitän. Für die Saison 2019/20 unterzeichnete er einen Einjahresvertrag bei den GCK Lions mit Spielbetrieb in der zweitklassigen Swiss League. Nach Auslaufen des Vertrags beendete Rizzello seine aktive Karriere.

### International
Rizzello spielte mit der Schweizer U18-Auswahl bei der Weltmeisterschaft 2003 und mit der U20-Nationalmannschaft bei der Weltmeisterschaft 2004.